# Éclipse lunaire du 28 septembre 2015
| Éclipse totale de Lune du 28 septembre 2015 | Éclipse totale de Lune du 28 septembre 2015 |
| ------------------------------------------- | ------------------------------------------- |
|                                             |                                             |
| Gamma                                       | −0.3296                                     |
| Magnitude                                   |                                             |
| Localisation                                | côte nord-est du Brésil                     |
| Saros (membre de la série)                  | 137 (28 sur 81)                             |
| Durée (h:min:s)                             |                                             |
| Totalité                                    | 1 h 11 min 55 s                             |
| Phases partielles                           | 3 h 19 min 52 s                             |
| Phases pénombrales                          | 5 h 10 min 41 s                             |
| Contacts (UTC)                              |                                             |
| P1                                          | 0:11:47                                     |
| U1                                          | 1:07:11                                     |
| U2                                          | 2:11:10                                     |
| Maximum                                     | 2:47:08                                     |
| U3                                          | 3:23:05                                     |
| U4                                          | 4:27:03                                     |
| P4                                          | 5:22:27                                     |
|                                             |                                             |

L'éclipse lunaire du 28 septembre 2015 est la deuxième et dernière éclipse de Lune de l'année 2015. Il s'agit d'une éclipse totale. Elle a lieu de 2 h 11 à environ 7 h dans la nuit de dimanche à lundi. Elle est la dernière d'une tétrade, soit une série de quatre éclipses totales consécutives ayant chacune lieu à environ six mois d'intervalle. Les trois autres se sont produites le 15 avril 2014, le 8 octobre 2014 et le 4 avril 2015.
Comme la Lune est au plus proche de la Terre en 2015 (situation parfois appelée une « superlune ») juste 59 minutes après son approche au maximum de l'éclipse, le diamètre lunaire apparent est supérieur à 34' ; la Lune est vue au zénith, juste au large de la côte nord-est du Brésil,.

## Visibilité
L'éclipse est visible depuis une majeure partie des Amériques, de l'Asie, de l'Europe et de l'Afrique.

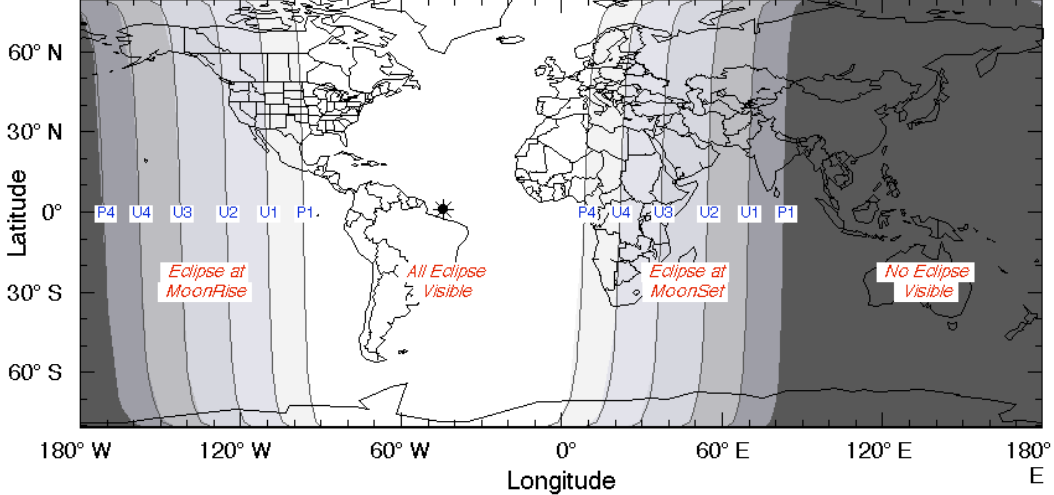
Zones de visibilité des différentes phases de l'éclipse.

## Éclipse de superlune
La Lune éclipsée a son diamètre apparent 12,9 % plus grand que lors de l'éclipse lunaire d'avril 2015, mesuré à 29,66' contre 33,47' pour cette dernière, vus depuis le centre de la Terre, comme comparés sur ces deux images ci-dessous.

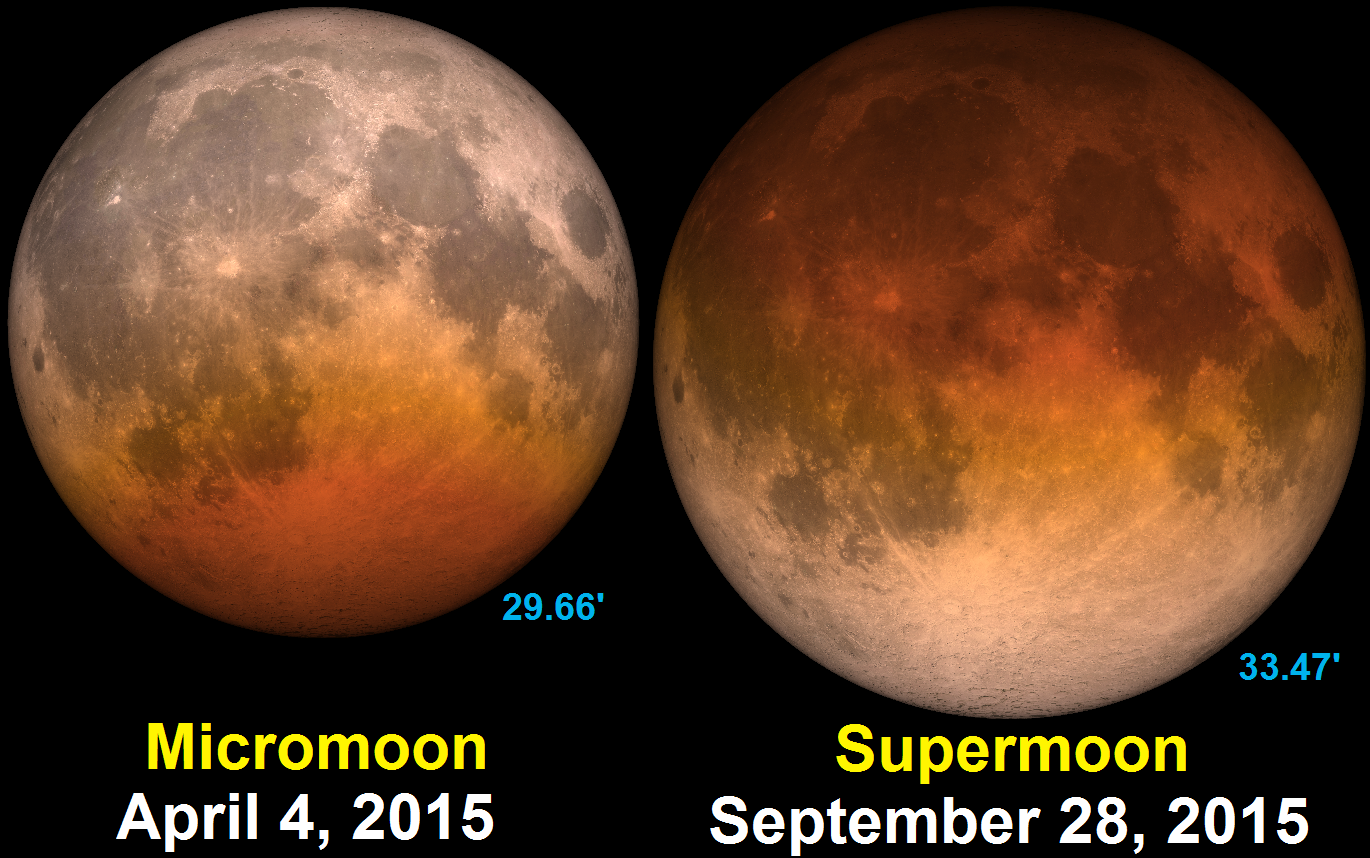
Comparaison de taille apparente de la Lune lors des éclipses du 4 avril 2015 (de « microlune ») et du 28 septembre 2015 (de « superlune »).

## Galerie

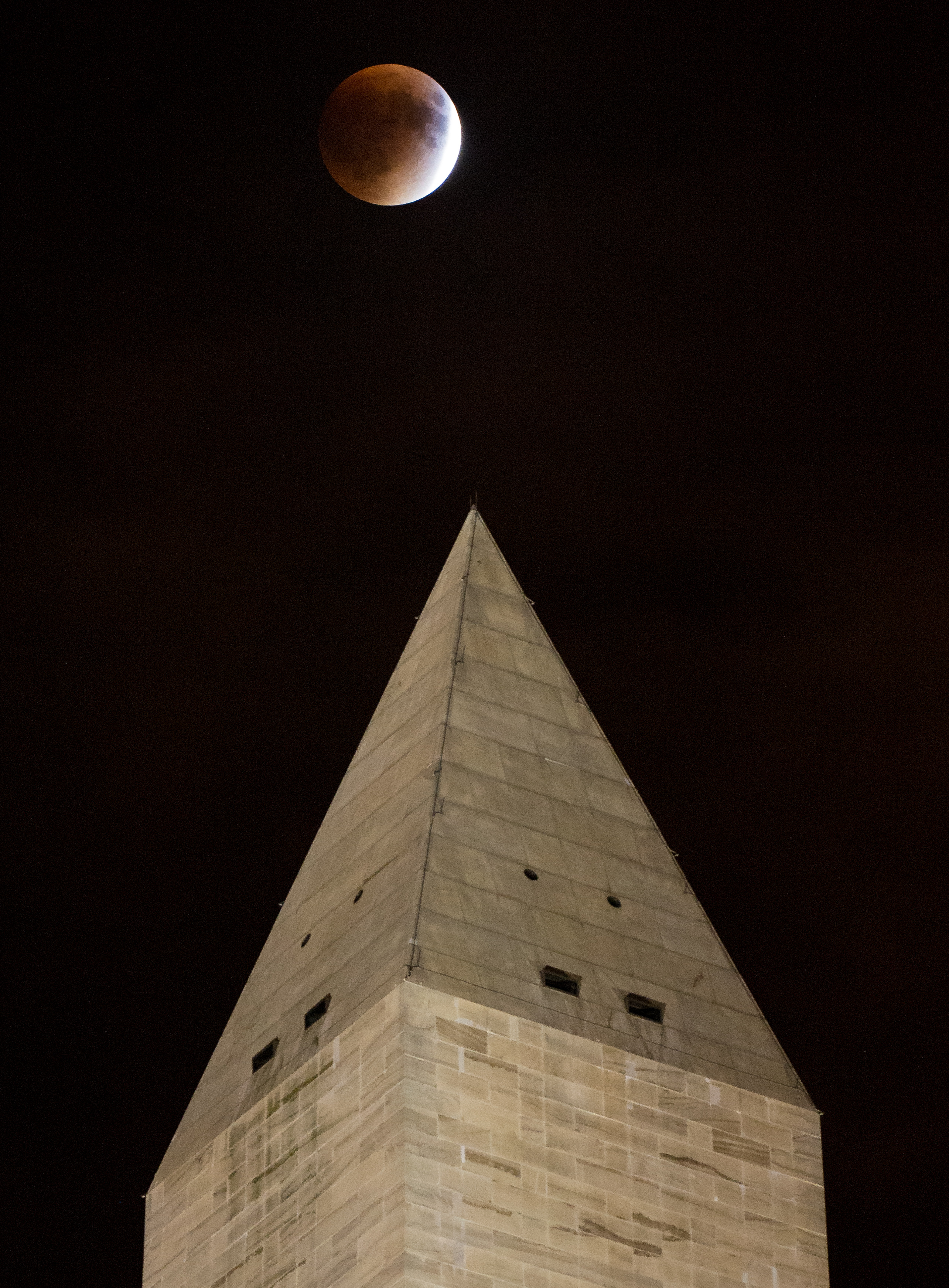
Image de l'éclipse de Lune au-dessus du Washington Monument.
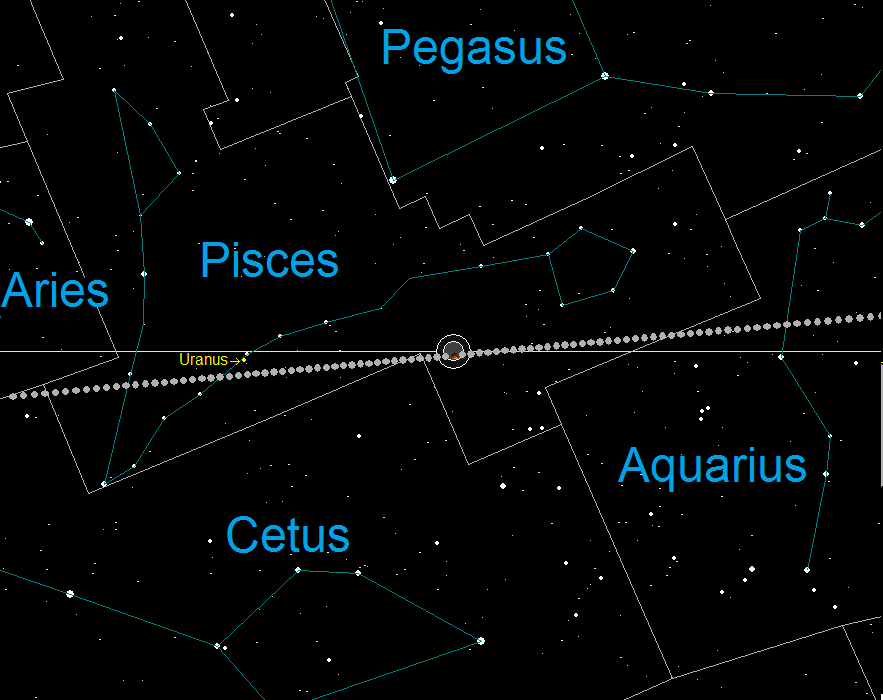
La Lune entre dans l'ombre de la Terre dans les Poissons, passant d'ouest en est (de droite à gauche) comme indiqué ici en mouvements horaires. Uranus, a une magnitude de 5,7 ; peut être vue avec des jumelles, 16 degrés à l'est de la Lune totalement éclipsée.
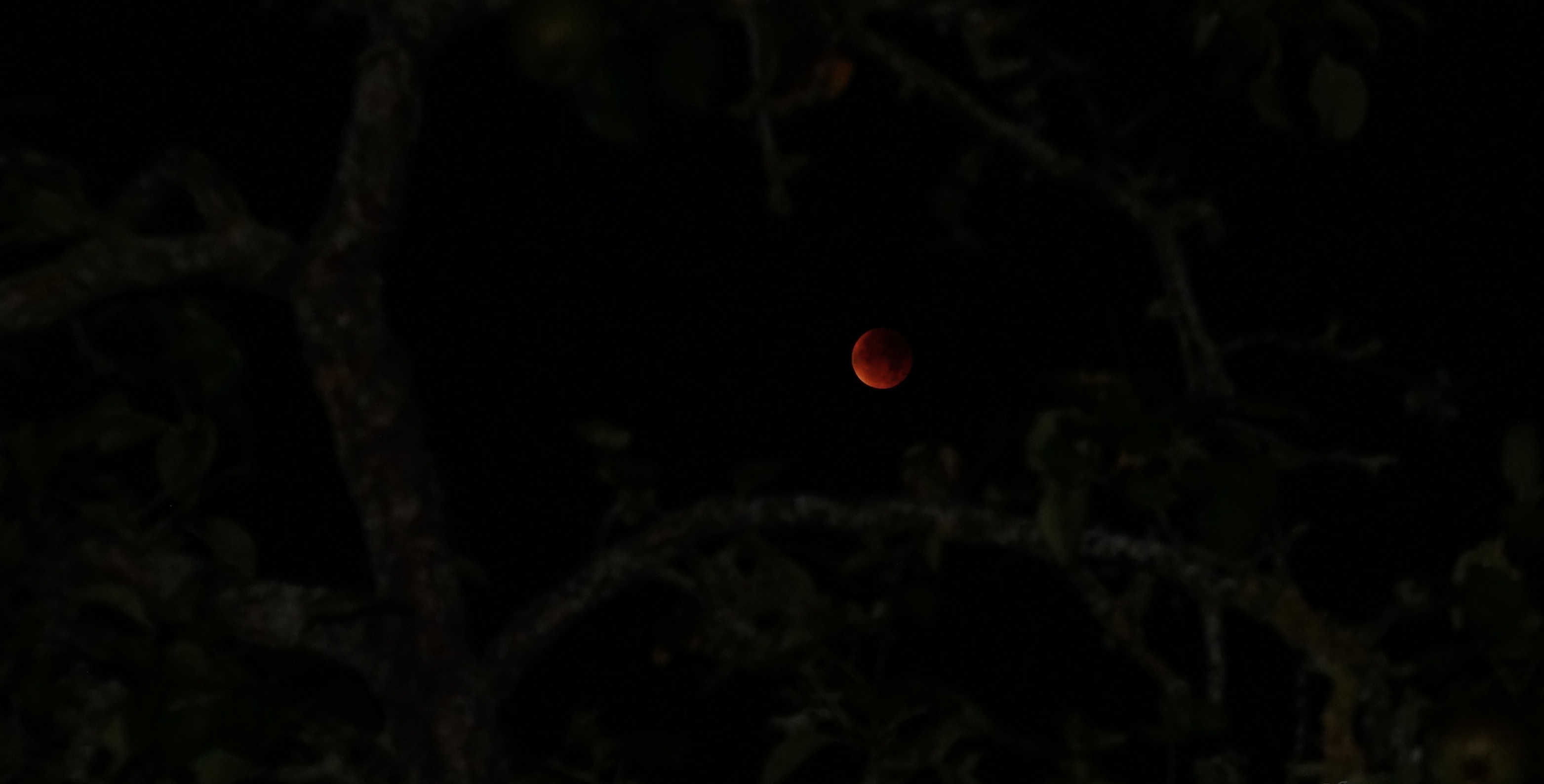
Éclipse totale de superlune du 28 septembre 2015 aux environs de 4 h 47 UTC+2 vu depuis l'Allier.
Cette vidéo animée (en anglais) montre le caractère particulier de l'éclipse lunaire de superlune, de la nuit du 27 au 28 septembre 2015.
- Séquence animée des différentes phases de cette éclipse.
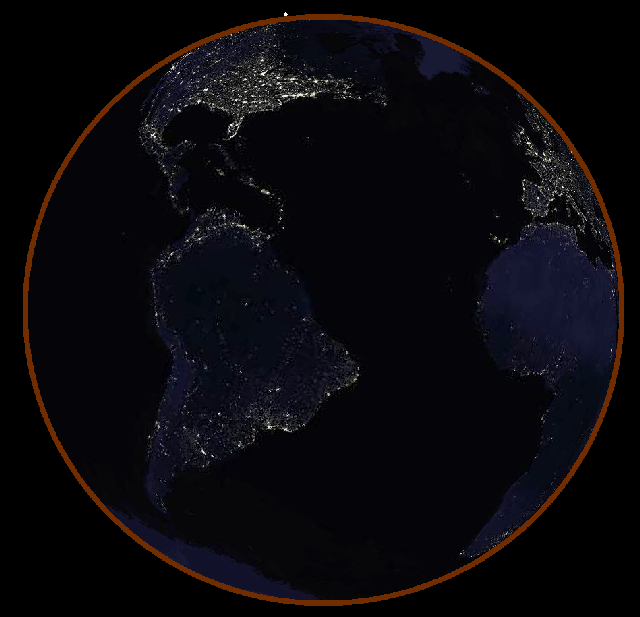
La Terre vue de la Lune au maximum de l'éclipse (simulation).

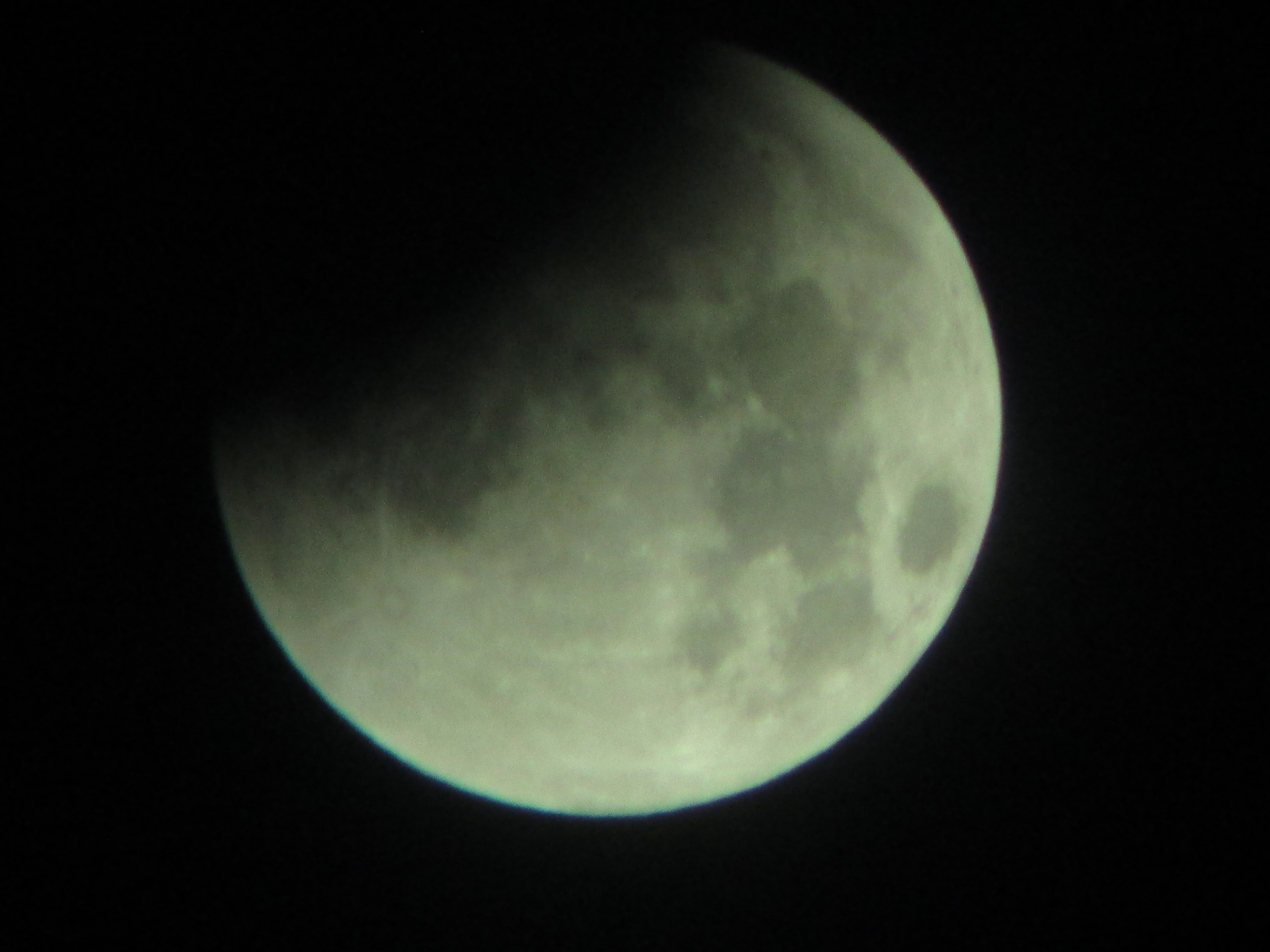
Phase de l'éclipse à 3 h 20.

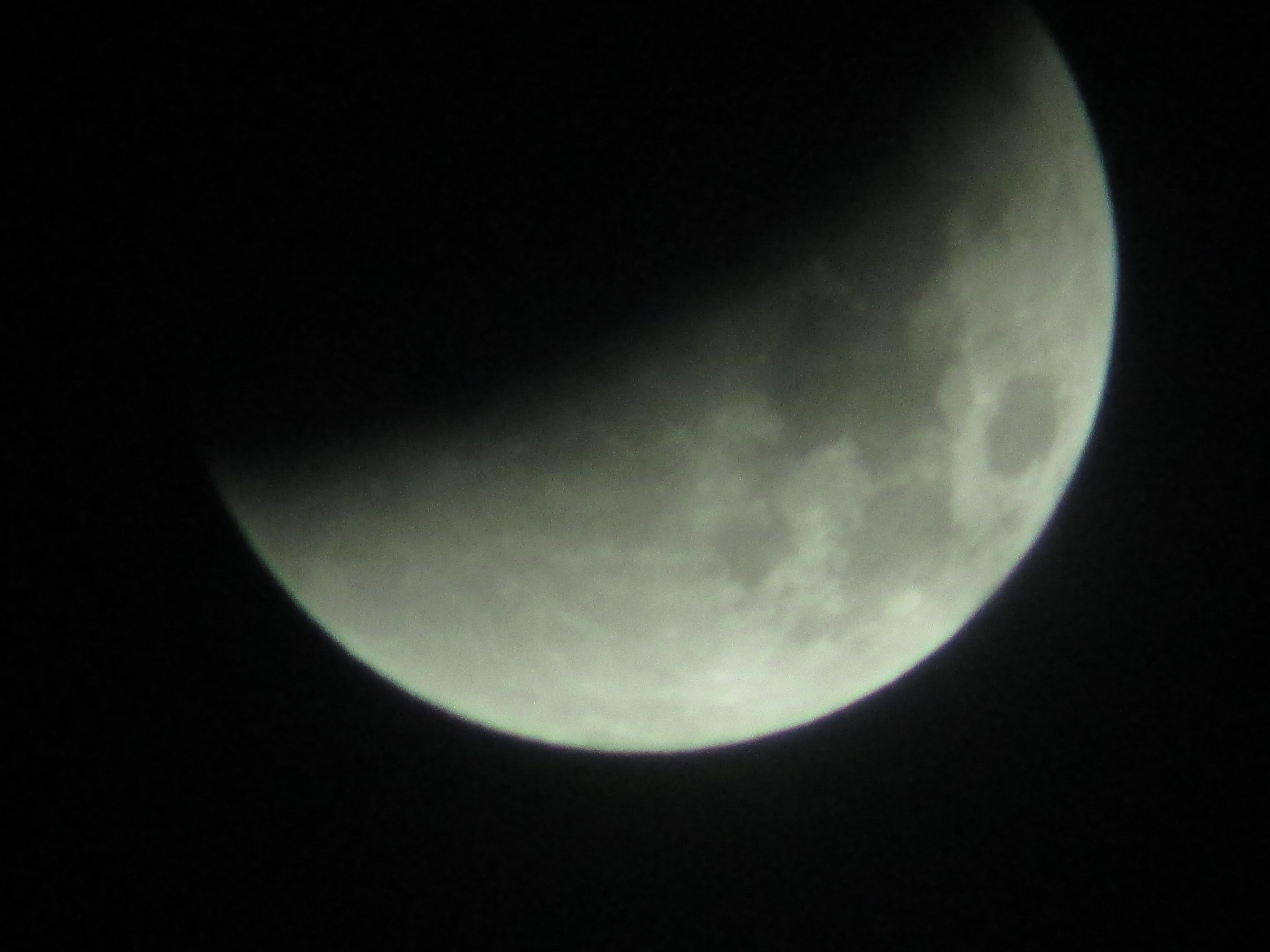
Phase de l'éclipse à 3 h 40.

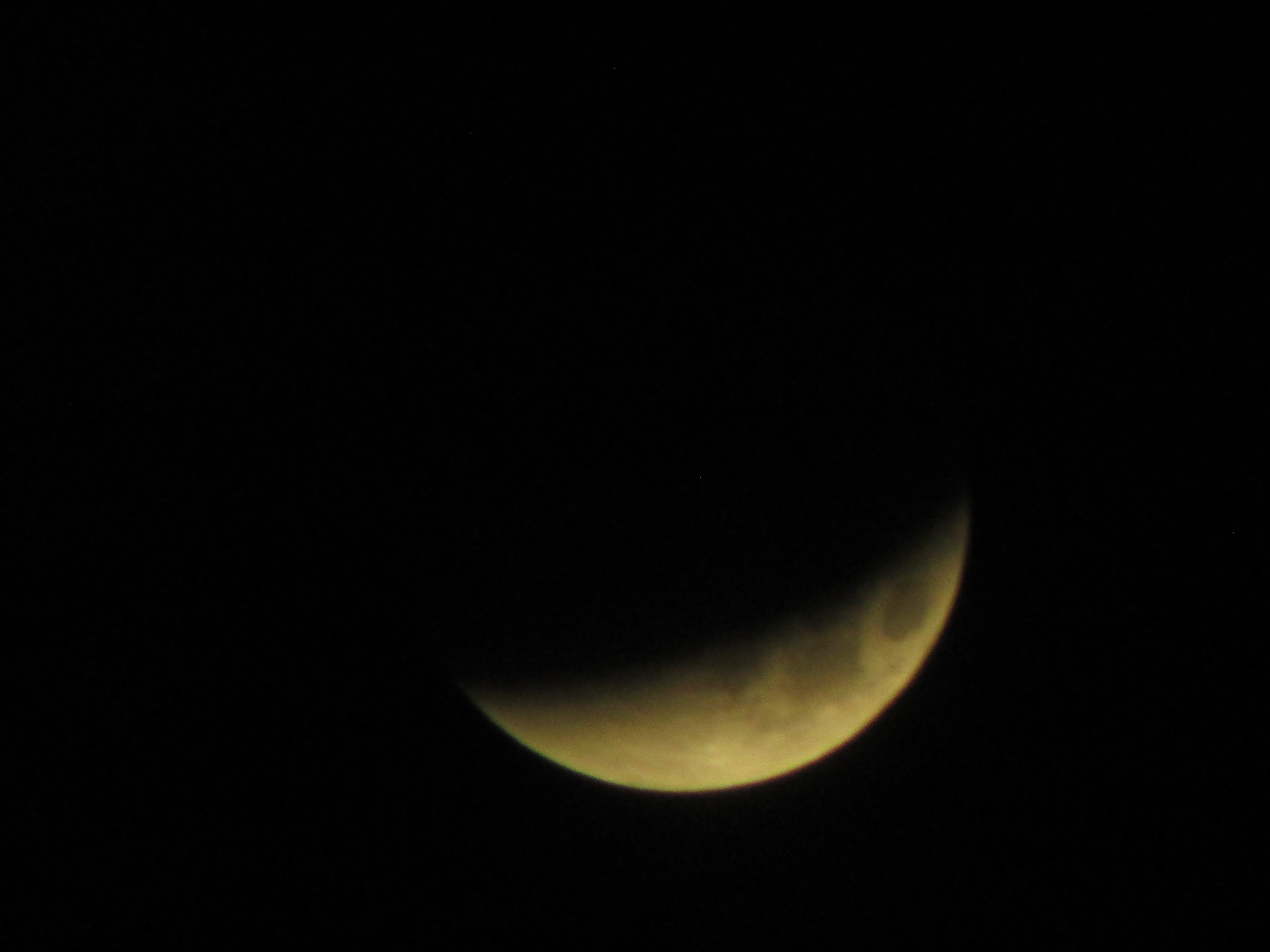
Phase de l'éclipse à 3 h 50.